# Pfarrhof (Burgsalach)

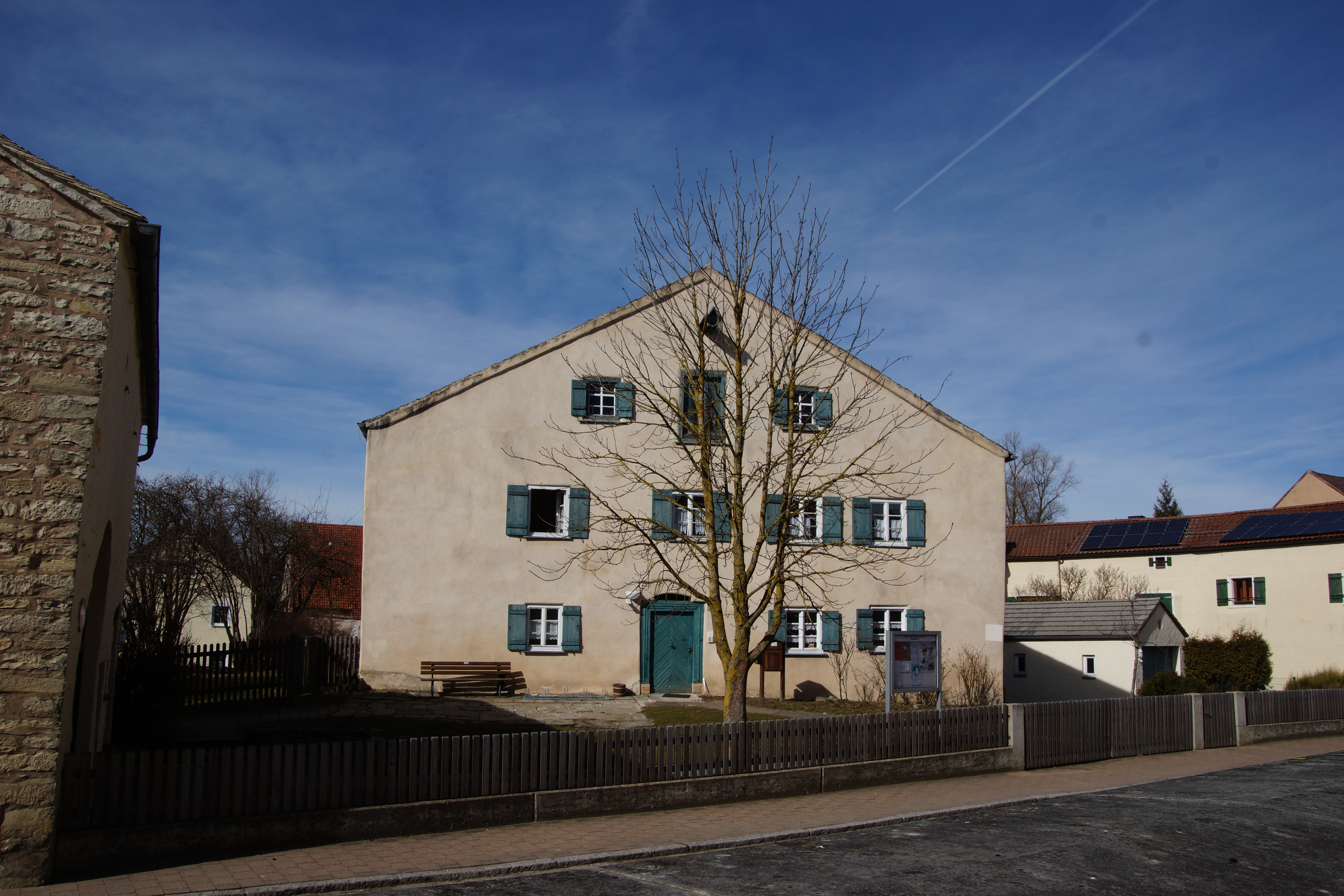
Pfarrhaus in Burgsalach

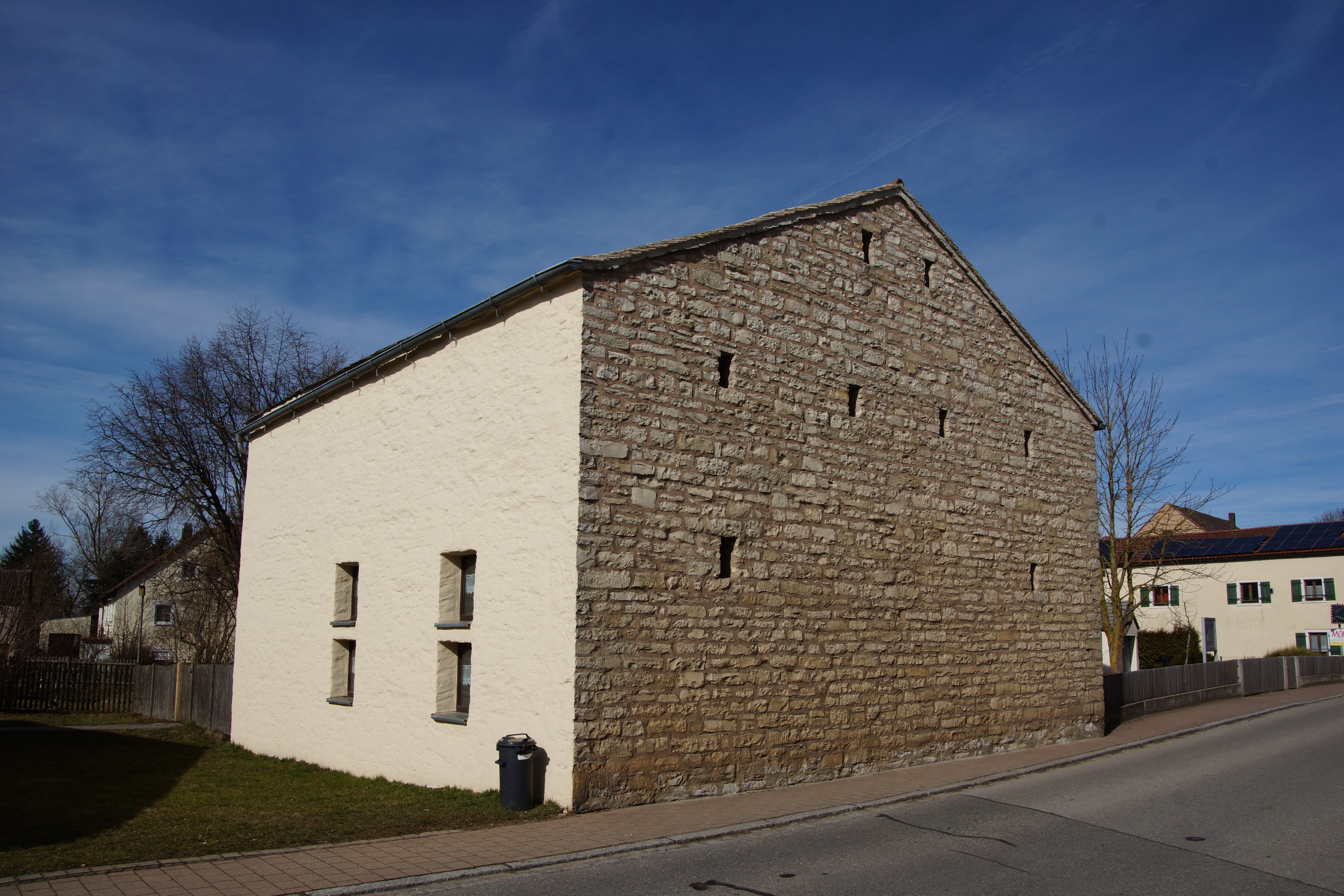
Pfarrstadel

Der ehemalige Pfarrhof in Burgsalach, einer Gemeinde im mittelfränkischen Landkreis Weißenburg-Gunzenhausen in Bayern, ist ein geschütztes Baudenkmal.
Das Anwesen besteht aus einem Pfarrhaus und einem Pfarrstadel. Es hat die Adresse Hiselau 2 und liegt gegenüber der evangelisch-lutherischen Pfarrkirche St. Koloman.
Das Pfarrhaus aus dem Jahr 1747 ist ein zweigeschossiger Flachsatteldachbau in Jura-Bauweise mit Legschieferdach.
Der ehemalige Pfarrstadel, ebenfalls ein Flachsatteldachbau in Jura-Bauweise aus Bruchsteinmauerwerk mit Legschieferdach, stammt aus dem 19. Jahrhundert. Wegen der Straßenumführung wurde der Stadel im Jahr 1979 verkürzt, er dient heute als Gemeindehaus.